# Åke Fridh
Åke Josefsson „J:son“ Fridh (geboren am 25. Juli 1918 in Sollefteå; gestorben am 4. Juni 1997) war ein schwedischer Klassischer Philologe.
Åke Fridh studierte Klassische Philologie an der Universität Göteborg, an der er 1941 den Grad eines Magister Philosophiae erwarb. Im Jahr 1947 folgten das philosophische Lizenziat, 1956 die Promotion. Von 1951 bis 1953 war er Gymnasiallehrer in Arvika, von 1953 bis 1958 in Varberg, schließlich von 1958 bis 1972 am Schillergymnasium im Stadtteil Vasastaden in Göteborg.
Während dieser Zeit arbeitete Fridh von 1956 bis 1972 zudem als Dozent für Latein an der Universität Göteborg, die ihn 1972 auf den Lehrstuhl für Lateinische Philologie berief. Im Jahr 1983 wurde er emeritiert. Åke Fridh wurde 1973 zum Mitglied der Königlichen Wissenschafts- und Literaturgesellschaft in Göteborg, 1979 zum Mitglied der Königlich Schwedischen Gelehrsamkeits-, Geschichts- und Altertümer-Akademie gewählt.
Fridh widmete sich gleichermaßen philologischen und historischen Problemfeldern und trat insbesondere mit seinen Forschungen zu Cassiodor hervor.

## Publikationen (Auswahl)
Verzeichnis der Schriften in: Åke Fridh: Opera minora (= Studia Graeca et Latina Gothoburgensia. Band 47). Acta Universitatis Gothoburgensis, Göteborg 1985, S. 10–11.
- Terminologie et formules dans les Variae de Cassiodore. É́tudes sur le développement du style administratif aux derniers siècles de l’antiquité (= Studia Graeca et Latina Gothoburgensia. Band 2). Almqvist & Wiksell, Stockholm 1956.
- mit James W. Halporn: Magni Aurelii Cassiodorii Senatoris opera. Pars 1: Variarum libri XII (= Corpus Christianorum. Series Latina. Band 96). Brepols, Turnholti 1958.
- Le problème de la Passion des saintes Perpétue et Félicité (= Studia Graeca et Latina Gothoburgensia. Band 26). Acta Universitatis Gothoburgensis, Göteborg 1968.
- Contributions à la critique et à l’interprétation des Variae de Cassiodore (= Acta Regiae Societatis Scientiarum et Litterarum Gothoburgensis. Humaniora Band 4). Kungliga Vetenskaps- och Vitterhets-Samhället, Göteborg 1968.
- Der sogenannte prospektive Konjunktiv im Lateinischen (= Acta Regiae Societatis Scientiarum et Litterarum Gothoburgensis. Humaniora Band 5). Kungliga Vetenskaps- och Vitterhets-Samhället, Göteborg 1971.